# Wola Wysoka (Grunwald)
Wola Wysoka (deutsch Wahlsdorf) ist ein untergegangener Ort in der polnischen Woiwodschaft Ermland-Masuren. Seine Ortsstelle gehört zum Gebiet der Gmina Grunwald (Landgemeinde Grünfelde) im Powiat Ostródzki (Kreis Osterode in Ostpreußen).
Die Ortsstelle Wola Wysokas liegt am Westufer des Jezioro Małe Omińskie (auch: Jezioro Mały Omin; deutsch Kleiner Ohmen-See) im südlichen Westen der Woiwodschaft Ermland-Masuren, 24 Kilometer südöstlich der Kreisstadt Ostróda (deutsch Osterode in Ostpreußen).

## Geschichte
Walsdorf – nach 1871 Wahlsdorf – wurde 1849 gegründet und bestand aus ein paar kleinen Gehöften. Bis 1928 war der Ort ein Wohnplatz innerhalb des Gutsbezirks Mühlen (polnisch Mielno) und von 1928 bis 1945 innerhalb der gleichnamigen Landgemeinde im Kreis Osterode in Ostpreußen.
In Kriegsfolge fiel Wahlsdorf 1945 mit dem gesamten südlichen Ostpreußen an Polen. Der Ort erhielt die polnische Namensform Wola Wysoka, wurde aber wohl nicht mehr besiedelt und auch nicht mehr offiziell erwähnt. Er gilt als untergegangen.
Bis 1945 war Wahlsdorf in die evangelische Kirche Mühlen (Ostpreußen) (polnisch Mielno) in der Kirchenprovinz Ostpreußen der Kirche der Altpreußischen Union, außerdem in die römisch-katholische Kirche Thurau (polnisch Turowo) im damaligen Bistum Ermland eingepfarrt.
Die Ortsstelle Wola Wysokas ist von Mielno aus auf einer Nebenstraße und einem Landweg direkt zu erreichen.